# Tears Dry on Their Own

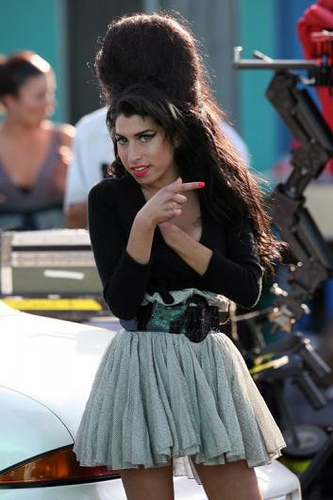
Amy Winehouse sul set del video

Tears Dry on Their Own è un brano della cantante Amy Winehouse, quarto singolo pubblicato dall'album Back to Black. A causa del successo del singolo Rehab negli Stati Uniti l'uscita del singolo viene posticipata di due settimane (13 agosto 2007) rispetto alla release inglese (31 luglio 2007). Il videoclip è stato girato interamente per le strade di Hollywood.
Tears Dry on Their Own contiene un sample del brano Ain't No Mountain High Enough scritto dal duo Ashford & Simpson, cantato in origine da Marvin Gaye in coppia con Tammi Terrell, e più tardi da Diana Ross. Una versione riarrangiata in chiave slow jazz è contenuta nell'album postumo pubblicato nel 2011, Lioness: Hidden Treasures.

## Tracce
CD:
1. "Tears Dry On Their Own" (Clean Version)
2. "You're Wondering Now"
3. "Tears Dry On Their Own" (Alix Alvarez SOLE Channel Mix)
4. "Tears Dry On Their Own" (Al Usher Remix)
5. "Tears Dry On Their Own" (Enhanced Video)

Vinile 7":
1. "Tears Dry On Their Own"
2. "Tears Dry On Their Own" (New Young Pony Club's Fucked Mix)

Vinile 12":
1. "Tears Dry On Their Own" (Alix Alvarez SOLE Channel Mix)
2. "Tears Dry On Their Own" (Al Usher Remix)
3. "Tears Dry On Their Own"

## Classifiche
| Classifica (2007/2008) | Posizione massima |
| ---------------------- | ----------------- |
| Belgio (Fiandre)       | 3                 |
| Belgio (Vallonia)      | 15                |
| Germania               | 56                |
| Irlanda                | 26                |
| Regno Unito            | 16                |
| Romania                | 79                |
| Svezia                 | 24                |
| Classifica (2011)      | Posizione massima |
| Belgio (Fiandre)       | 8                 |
| Belgio (Vallonia)      | 23                |
| Francia                | 87                |
| Germania               | 81                |
| Irlanda                | 44                |
| Italia                 | 67                |
| Paesi Bassi            | 100               |
| Regno Unito            | 27                |